# Olavo Dantas
Olavo Dantas Itapicuru Coelho  (Crisópolis, 5 de julho de 1901 — Rio de Janeiro, 28 de outubro de 1997) foi um médico, militar e poeta brasileiro.

## Biografia
Olavo Dantas Itapicuru Coelho nasceu na então Vila Rica de Bom Jesus, atual Crisópolis (então distrito da cidade baiana de Itapicuru). Era filho de Maria Dantas Itapicuru Coelho (morta em 13 de dezembro de 1955) e irmão da escritora e feminista Mercedes Dantas.
Diplomado em medicina pela Faculdade da Bahia, foi o primeiro de sua turma e, com isto, recebeu o prêmio de uma viagem à Europa. Ingressou na Escola de Guerra Naval e foi, mais tarde, diretor do Hospital Naval de Salvador.
Durante a II Guerra Mundial, serviu na Força Expedicionária Brasileira e ocupou diversos cargos na Marinha do Brasil, dentre os quais a direção de todos os serviços médicos desta força.
Radicado no Rio de Janeiro, foi reformado como Vice-Almirante.
Publicou mais de vinte livros. Sua obra poética traz títulos como "Folhas de Acanto", "Lanternas do meu Caminho", "A Ilha não Achada", "A Alma das Horas", "Vida quase Saudade", "Jardim dos Mirtos", "Os Bandeirantes", "O Val das Esmeraldas", "Camões e a Armada Imortal" e "Mar das Caravelas - Epopeia do Mar"; na prosa, escreveu "A Glória de Alberto de Oliveira", "Sob o Céu dos Trópicos", "Gaivota dos Sete Mares", "O Romanceiro do Mar", "Nas Voltas do Mar" e dois romances — "Rosa do Mar Salgado" e "Damas do Naipe do Amor".
Eleito membro da Academia Petropolitana de Letras para ocupar a cadeira 9, que tem, por patrono, Alberto Torres, em 1969, foi, deste silogeu, presidente em dois mandatos consecutivos, entre 1978 e 1981, havendo, dentre suas realizações, a conquista da sede da entidade.
Na década de 1980, mudou-se para o Rio de Janeiro, onde veio a falecer já quase centenário.